# 伊韋斯足球會
伊韋斯足球會（芬蘭語：FC Ilves），是一支位於芬蘭坦佩雷的職業足球會，成立於1931年。球队在2021年时参加芬兰足球超级联赛。
伊尔韦斯曾在1983年赢得芬兰顶级联赛的冠军，1985年顶级联赛的亚军，1984年和2017年顶级联赛的季军。球队在1979年、1990年和2019年赢得芬兰杯的冠军。

## 外部連結
- 官方网站  （文）